# Deurne
Deurne  è una municipalità dei Paesi Bassi di 31 536 abitanti situata nella provincia del Brabante Settentrionale.